# Thomas McLeod
Thomas McLeod (Glasgow, 3 april 1873 - Kingston (Ontario), 16 december 1960) was een Brits ontdekkingsreiziger.

## Biografie
McLeod werkte als matroos op de Terra Nova-expeditie van Robert Falcon Scott, de Endurance-expeditie van Ernest Shackleton en de Shackleton-Rowett-expeditie, ook van Shackleton. 
Na de Terra Nova-expeditie ontving hij de Polar Medal.
In 1923 verhuisde McLeod naar Canada, waar hij in 1960 op 87-jarige leeftijd overleed.